# 西園寺公遂
西園寺 公遂（さいおんじ きんすい）は、江戸時代前期の公卿。官位は従三位・左近衛中将。

## 経歴
実晴の子である公満と公宣、公満の子である実尚が早世や若くして辞職したために、彼が西園寺家の家督を継ぐこととなった。寛文11年（1671年）に叙爵。以降累進して延宝5年（1677年）に従三位となり公卿に列したが、この翌年に16歳で薨去した。
西園寺家には相続人がいなくなったので、関白鷹司房輔次男実輔を、公宣の娘安姫の婿養子に迎えて、西園寺家を相続させることとなった。ちなみにこの実輔も早世する。

## 系譜
- 父：西園寺実晴
- 母：不詳
- 妻：無
  - 養子：西園寺実輔（実父は鷹司房輔）